# Schwierige Speisen

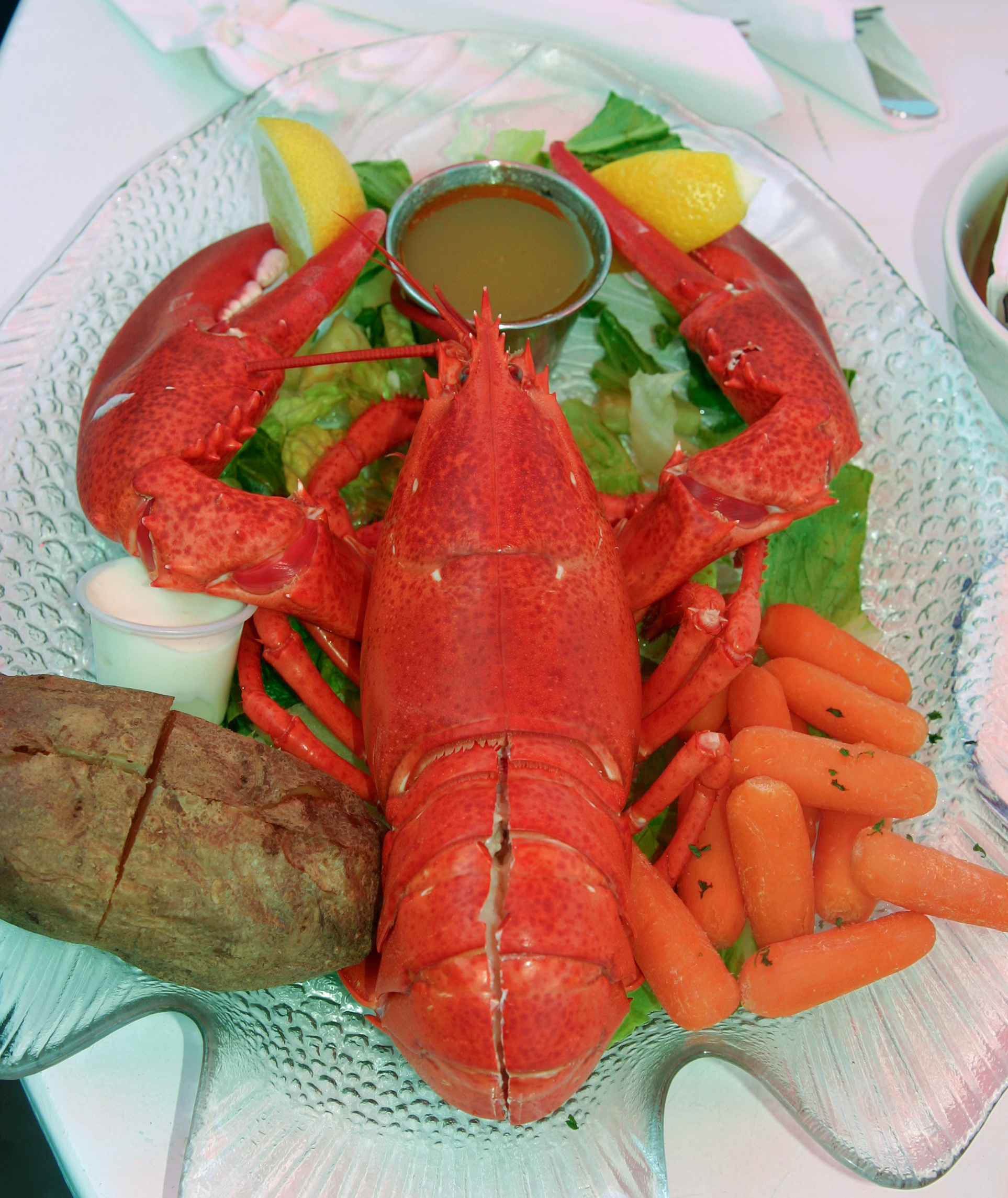
Der Hummer ist eine klassische schwierige Speise

Als schwierige Speisen werden Gerichte bezeichnet, deren Verzehr Schwierigkeiten in Bezug auf die Einhaltung der Tischsitten beziehungsweise das rein technische Meistern des Verzehrs für ungeübte Personen birgt. Dazu gehören beispielsweise ganze Artischocken oder Spaghetti.
Das Erkennen und Bewältigen schwieriger Speisen gilt als Ausweis gehobenen gesellschaftlichen Stands in der westlichen Welt.

## Verwendung
Der Begriff wird in der Literatur, bei der es sich überwiegend um Ratgeber zur Einhaltung gesellschaftlicher Etikette handelt, unterschiedlich eingegrenzt. Als klassische schwierige Speisen gelten vor allem Krustentiere, insbesondere der Hummer, sowie Muscheln, besonders die Austern, Fisch und Geflügel mit Knochen. Beim Hummer und als Ganzem servierten Fisch wird vor allem die Schwierigkeit hervorgehoben, die Speise fachgerecht zu zerteilen, um in den nicht nur schicklichen, sondern auch gefahrlosen Genuss des verzehrbaren Inneren zu kommen. Ungenießbares wie Gräten muss erkannt und entsorgt werden, wobei es, wenn es sich bereits im Mund befindet, diesen „über die Gabel verlässt und am Tellerrand oder einem dafür vorgesehenen Teller abgelegt wird“.
Es wird dazu geraten, den Kellner eines Restaurants freundlich um Rat zu bitten, wenn man sich mit der Bewältigung der Aufgabe überfordert sieht. Dabei sollte die Bitte mit positiver, das Gericht begrüßender Konnotation vorgetragen werden. Bei der Artischocke wird oft angenommen, der jeweiligen Person könne unbekannt sein, wo sich das verzehrbare Fruchtfleisch befindet.
Brot vom Brotteller wird verbreiteter Etikette zufolge nicht geschnitten, sondern in mundgerechte Stücke gebrochen. Es wird nicht die ganze Brotscheibe mit Butter bestrichen, sondern mundgerechte Bröckchen abgebrochen und flöckchenweise mit Butter bestrichen (Bröckchen-Flöckchen-Regel).
Bei Spaghetti gilt das Aufsaugen mit dem Mund als ebenso unangemessen wie das Zerschneiden mit dem Messer. Vielmehr sollen die Spaghetti mit der Gabel zu mundgerechten Portionen aufgerollt werden. Die in Italien unübliche Zuhilfenahme des Löffels bei diesem Vorgang gilt zwar als erlaubt, der Kenner rollt Spaghetti jedoch nur mit der Gabel auf. Auch diese Grauzone zwischen „erlaubt“ und „erwünscht“ kann eine Speise als schwierig kennzeichnen. Auf der Website knigge.de wird zum Thema schwieriger Speisen bezüglich des Spargelverzehrs beispielsweise ausgeführt, dass es zwar „statthaft“ sei, „Spargel mit den Händen zu essen, jedoch […] nicht recht einleuchtend [ist], wie dies für Esser und Betrachter zu einer ästhetisch befriedigenden Lösung führen soll“.
Eine schwierige Speise kann auch vorliegen, wenn man sie zwar mit Messer und Gabel verzehren kann, dadurch jedoch als ortsfremd erscheint, da man sie gemäß lokalen Bräuchen auf eine andere Weise zu sich nimmt. Ein Beispiel dafür ist die Münchner Weißwurst, die von traditionellen Münchnern aus ihrem Darm herausgelutscht („gezuzelt“) wird.
Von einzelnen Ratgebern werden auch Speisen thematisiert, bei denen sich die Frage stellt, ob man zum Verzehr Besteck verwendet, und wenn ja, welches, darunter vor allem verschiedene Arten von Fingerfood (und deren Kennzeichnung als solches zu Tisch, auf das eine Fingerschale und/oder zusätzliche Servietten hinweisen können), Beilagen wie Brot und Salat bis hin zur Suppe, bei deren Verzehr stets der Löffel genutzt werden soll und nicht „gepustet oder geplanscht“ werden dürfe.
Schwierige Speisen sind nicht zu verwechseln mit schweren Speisen, einer Bezeichnung für gehaltvolle und/oder schwer verdauliche Gerichte.